# Primera División de Chile 2003
Primera División de Chile 2003 var den chilenska högstaligan i fotboll för herrar för säsongen 2003 och bestod av två mästerskap, Torneo Apertura och Torneo Clausura. Cobreloa vann båda mästerskapen och tog därmed sin sjätte och sjunde titel.

## Kvalificering för internationella turneringar
Copa Sudamericana 2003
- Två finalsegrare av Liguilla Pre-Copa Sudamericana: Universidad Católica och Provincial Osorno

Copa Libertadores 2004
- Vinnaren av Torneo Apertura: Cobreloa
- Vinnaren av Torneo Clausura, i detta samma lag som vinnaren av Clausura, varför platsen gick till finalisten och tvåan i både Apertura och Clausura: Colo-Colo
- Vinnaren av den sammanlagda tabellen: Universidad Concepción

## Torneo Apertura
De tre bästa lagen i varje grupp gick till slutspel, förutom den sämsta trean, som fick spela playoff mot den bästa fyran.

### Grupp A
| Plac | Lag            | Poäng | S  | V  | O | F | GM | IM | MSK |
| ---- | -------------- | ----- | -- | -- | - | - | -- | -- | --- |
| 1    | Cobreloa       | 31    | 15 | 10 | 1 | 4 | 26 | 16 | 10  |
| 2    | Huachipato     | 27    | 15 | 6  | 4 | 6 | 22 | 22 | 0   |
| 3    | Unión Española | 18    | 15 | 5  | 3 | 7 | 24 | 32 | -8  |
| 4    | Palestino      | 17    | 15 | 5  | 2 | 8 | 18 | 28 | -10 |

### Grupp B
| Plac | Lag                   | Poäng | S  | V | O | F  | GM | IM | MSK |
| ---- | --------------------- | ----- | -- | - | - | -- | -- | -- | --- |
| 1    | Deportes Puerto Montt | 25    | 15 | 7 | 4 | 4  | 26 | 22 | 4   |
| 2    | Universidad de Chile  | 20    | 15 | 4 | 8 | 3  | 30 | 24 | 6   |
| 3    | Unión San Felipe      | 13    | 15 | 3 | 4 | 8  | 13 | 26 | -13 |
| 4    | Coquimbo Unido        | 8     | 15 | 2 | 2 | 11 | 12 | 30 | -18 |

### Grupp C
| Plac | Lag                | Poäng | S  | V | O  | F | GM | IM | MSK |
| ---- | ------------------ | ----- | -- | - | -- | - | -- | -- | --- |
| 1    | Audax Italiano     | 26    | 15 | 8 | 2  | 5 | 37 | 30 | 7   |
| 2    | Cobresal           | 21    | 15 | 6 | 3  | 6 | 27 | 19 | 8   |
| 3    | Rangers            | 20    | 15 | 3 | 11 | 1 | 28 | 26 | 2   |
| 4    | Santiago Wanderers | 19    | 15 | 5 | 4  | 6 | 24 | 23 | 1   |

### Grupp D
| Plac | Lag                       | Poäng | S  | V | O | F | GM | IM | MSK |
| ---- | ------------------------- | ----- | -- | - | - | - | -- | -- | --- |
| 1    | Universidad de Concepción | 24    | 15 | 7 | 3 | 5 | 29 | 21 | 8   |
| 2    | Universidad Católica      | 24    | 15 | 6 | 6 | 3 | 27 | 20 | 7   |
| 3    | Colo-Colo                 | 23    | 15 | 6 | 5 | 4 | 28 | 23 | 5   |
| 4    | Deportes Temuco           | 18    | 15 | 5 | 3 | 7 | 24 | 33 | -9  |

|  | Kvalificerade för slutspel |
|  | Kvalificerade för playoff  |

### Slutspel

#### Playoff
Santiago Wanderers gick vidare till den första omgången i och med högre poäng i grundserien.

#### Inledande omgång
Sex vinnare och de två bästa förlorarna gick vidare till kvartsfinal.

#### Final
| Primera División Vinnare av Torneo Apertura 2003 |
| ------------------------------------------------ |
| Chile                                            |
| Cobreloa 6:e titeln                              |

## Torneo Clausura

### Gruppspel
De tre bästa lagen i varje grupp gick till slutspel, förutom den sämsta trean, som fick spela playoff mot den bästa fyran.

#### Grupp A
| Plac | Lag                  | Poäng | S  | V | O | F  | GM | IM | MSK |
| ---- | -------------------- | ----- | -- | - | - | -- | -- | -- | --- |
| 1    | Universidad de Chile | 23    | 15 | 7 | 2 | 6  | 28 | 21 | 7   |
| 2    | Cobreloa             | 22    | 15 | 6 | 4 | 5  | 30 | 24 | 6   |
| 3    | Huachipato           | 20    | 15 | 6 | 2 | 7  | 30 | 33 | -3  |
| 4    | Deportes Temuco      | 10    | 15 | 3 | 1 | 11 | 18 | 38 | -20 |

#### Grupp B
| Plac | Lag                | Poäng | S  | V | O | F | GM | IM | MSK |
| ---- | ------------------ | ----- | -- | - | - | - | -- | -- | --- |
| 1    | Colo-Colo          | 32    | 15 | 9 | 5 | 1 | 39 | 19 | 20  |
| 2    | Santiago Wanderers | 27    | 15 | 7 | 6 | 2 | 27 | 22 | 5   |
| 3    | Palestino          | 26    | 15 | 8 | 2 | 5 | 35 | 28 | 7   |
| 4    | Audax Italiano     | 17    | 15 | 5 | 2 | 8 | 15 | 22 | -7  |

#### Grupp C
| Plac | Lag                   | Poäng | S  | V | O | F  | GM | IM | MSK |
| ---- | --------------------- | ----- | -- | - | - | -- | -- | -- | --- |
| 1    | Unión Española        | 31    | 15 | 9 | 4 | 2  | 36 | 22 | 14  |
| 2    | Universidad Católica  | 20    | 15 | 6 | 2 | 7  | 22 | 24 | -2  |
| 3    | Deportes Puerto Montt | 15    | 15 | 5 | 0 | 10 | 23 | 34 | -11 |
| 4    | Coquimbo Unido        | 9     | 15 | 2 | 3 | 10 | 15 | 27 | -12 |

#### Grupp D
| Plac | Lag                       | Poäng | S  | V | O | F | GM | IM | MSK |
| ---- | ------------------------- | ----- | -- | - | - | - | -- | -- | --- |
| 1    | Universidad de Concepción | 32    | 15 | 9 | 5 | 1 | 35 | 15 | 20  |
| 2    | Cobresal                  | 22    | 15 | 6 | 4 | 5 | 29 | 26 | 3   |
| 3    | Rangers                   | 19    | 15 | 6 | 1 | 8 | 20 | 36 | -16 |
| 4    | Unión San Felipe          | 9     | 15 | 3 | 3 | 9 | 22 | 33 | -11 |

Unión San Felipe fick tre poängs avdrag för att ha uteblivit med löner till sina spelare under september 2003.
|  | Kvalificerade för slutspel |
|  | Kvalificerade för playoff  |

### Slutspel

#### Playoff
Audax Italiano gick vidare till den första omgången i och med högre poäng i grundserien.

#### Inledande omgång
Sex vinnare och de två bästa förlorarna gick vidare till kvartsfinal.

#### Final
| Primera División Vinnare av Torneo Clausura 2002 |
| ------------------------------------------------ |
| Chile                                            |
| Cobreloa 7:e titeln                              |

## Liguilla Pre-Copa Sudamericana
Liguilla Pre-Copa Sudamericana spelades mellan alla lag i den högsta divisionen och den näst högsta divisionen för att avgöra vilka lag som skulle kvalificera sig för Copa Sudamericana 2002. Till slut skulle två lag kvalificera sig, vilket blev Provincial Osorno (från Primera B) och Universidad Católica (från den högsta divisionen).

## Sammanlagd tabell
Unión San Felipe fick tre poängs avdrag för att ha uteblivit med lönerna i september 2003.
| Pos | Equipo                    | Pts | PJ | G  | E  | P  | GF | GC | DIF |
| --- | ------------------------- | --- | -- | -- | -- | -- | -- | -- | --- |
| 1   | Universidad de Concepción | 56  | 30 | 16 | 8  | 6  | 64 | 36 | 28  |
| 2   | Colo-Colo                 | 55  | 30 | 15 | 10 | 5  | 67 | 42 | 25  |
| 3   | Cobreloa                  | 53  | 30 | 16 | 5  | 9  | 56 | 40 | 16  |
| 4   | Unión Española            | 49  | 30 | 14 | 7  | 9  | 60 | 54 | 6   |
| 5   | Santiago Wanderers        | 46  | 30 | 12 | 10 | 8  | 51 | 45 | 6   |
| 6   | Universidad Católica      | 44  | 30 | 12 | 8  | 10 | 49 | 44 | 5   |
| 7   | Universidad de Chile      | 43  | 30 | 11 | 10 | 9  | 58 | 45 | 13  |
| 8   | Cobresal                  | 43  | 30 | 12 | 7  | 11 | 56 | 45 | 11  |
| 9   | Audax Italiano            | 43  | 30 | 13 | 4  | 13 | 52 | 52 | 0   |
| 10  | Palestino                 | 43  | 30 | 13 | 4  | 13 | 53 | 56 | -3  |
| 11  | Huachipato                | 41  | 30 | 12 | 5  | 13 | 52 | 55 | -3  |
| 12  | Deportes Puerto Montt     | 40  | 30 | 12 | 4  | 14 | 49 | 56 | -7  |
| 13  | Rangers                   | 39  | 30 | 9  | 12 | 9  | 48 | 62 | -14 |
| 14  | Deportes Temuco           | 28  | 30 | 8  | 4  | 18 | 42 | 71 | -29 |
| 15  | Unión San Felipe          | 22  | 30 | 6  | 7  | 17 | 35 | 59 | -24 |
| 16  | Coquimbo Unido            | 17  | 30 | 4  | 5  | 21 | 27 | 57 | -30 |

|  | Kvalificerad för Copa Libertadores 2004. |